# 無論何時。
《無論何時。》（日語：どんなときも。），日本男性創作歌手槙原敬之的第3張單曲。1991年6月10日發行。是槙原敬之的成名作和迄今銷量最高的單曲。

## 簡介
槙原敬之的成名作和其中一首代表作，迄今為止銷量最高的單曲作品。
人氣男演員織田裕二主演的電影《就職戰線無異狀》的主題曲，使槙原的第3張單曲首次進入Oricon公信榜前100位。發行一個半月之後上升至Oricon冠軍。Oricon統計的累計總銷量接近170萬張。2003年，槙原為SMAP創作的單曲《世界上唯一的花》大熱，同時也使歌曲創作者槙原的舊作受到追捧，估計總銷量高達190萬張左右。
被選定為1992年選抜高等學校野球大會的入場進行曲。之後還被用作肯德基的電視廣告歌曲。
2007年，歌曲的新版本被用作NTT東日本的宣傳歌曲，並在同年8月15日發售的專輯《GREEN DAYS》收錄了新版本。
歌曲的起源是當時，與槙原相熟的音樂工作人員對他說「現在，織田裕二主演的電影在徵集主題曲，槙原君試不試？」，槙原腦中馬上冒出「無論何時」（どんなときも）這個詞語。就因為這個最初單純的靈感，槙原之後消失了數天決心去作曲。最終歌曲成功被採用作電影的主題曲。這首歌的成功令作為創作歌手的槙原從此成名，大熱作源源不斷。
歌詞中的校園環境和生活描寫，如「在變舊的教室裡」（古ぼけた教室），是對照槙原的高中母校大阪府立春日丘高等學校寫成。

## 收錄曲目
1. 無論何時。（どんなときも。）
作詞、作曲、編曲：槙原敬之
2. 無論何時。 [ballad version]
作詞、作曲：槙原敬之；編曲：服部克久&槇原敬之

## 翻唱歌曲

### 日語翻唱
- 高橋直純的翻唱版收錄於2005年8月5日發行的專輯《scene～残したい風景～》。
- 加藤泉的翻唱版收錄於2008年2月6日發行的專輯《favorite》。
- 安藤龍(Andrew W.K.)
- Salon的翻唱版收錄於2008年發行的專輯《My Time》。
- 史葛·梅菲（英语：Scott Murphy (musician)）的翻唱版收錄於2008年12月3日發行的專輯《Guilty Pleasures 3》。
- SISTER KAYA的翻唱版收錄於2009年發行的專輯《Heartful Lovers》。
- スティーブン・ビショップ
- ひばり児童合唱団（日语：ひばり児童合唱団）的翻唱版收錄於2009年發行的專輯《手紙・まあるいいのち〜卒業&合唱ソングコレクション〜》。
- 今井雄三（日语：今井ゆうぞう）的翻唱版收錄於2010年5月19日發行的專輯《君と歩いた時間》。
- MAX的翻唱版收錄於2010年9月8日發行的專輯《BE MAX》。
- 杏的翻唱版收錄於2010年11月10日發行的專輯《LIGHTS》。
- 野口雅史的翻唱版收錄於2010年發行的專輯《シューベルトに百万本の薔薇を捧ぐ》。
- 自由音樂的翻唱版收錄於2011年1月12日發行的專輯《We Love Mackey》（槙原敬之致敬專輯）。
- 松下優也的翻唱版收錄於2011年5月4日發行的單曲《Naturally》（限定生産盤）。
- 坂本教授（日语：サカモト教授）的翻唱版收錄於2011年12月21日發行的專輯《サカモト教授の8bit ジュークボックス》。
- アオキマミ（2012年）
- 青木隆治（日语：青木隆治）的翻唱版收錄於2012年7月18日發行的專輯《VOICE 199X》。
- TEMPURA KIDZ（日语：TEMPURA KIDZ）（2013年）
- えまおゆう（日语：えまおゆう）（2016年）
- 井上苑子的翻唱版收錄於2017年4月12日發行的單曲《メッセージ》。
- 鬼龍院翔的翻唱版收錄於2017年5月24日發行的專輯《オニカバー90's》。
- 山田姊妹（日语：山田姉妹 (デュオ)）的翻唱版收錄於2018年3月7日發行的專輯《ふたつでひとつ 〜心を繋ぐ、歌を継ぐ》。
- 桑田佳祐，影像作品《平成三十年度!第三回ひとり紅白歌合戦》內翻唱此曲（2018年）。
- 此曲獲起用為動畫《八月的棒球甜心》的片尾曲，由四位聲優有原翼（西田望見）、東雲龍（近藤玲奈）、野崎夕姬（南早紀）、河北智惠（井上穗乃花）合唱，收錄於2019年8月9日發行的專輯《あの夏の記録(レコード)》[4]。

### 外語改編
1. 知己良朋（1992年，粵語）
歌手：劉錫明；作詞：待查；收錄於其專輯「一生全屬你」裡
2. 朋友或情人（1993年，國語）
歌手：吳百倫；作詞：方麗莎；收錄於其專輯「朋友出去走走」裡
3. 不再做木偶（1994年，粵語）
歌手：許秋怡；作詞：陳少琪；收錄於其專輯「The Colour of Love」裡
4. 心火（1995年，國語）
歌手：林佳儀；作詞：清風；收錄於其專輯「一個人的我依然會微笑」裡
5. 愛情119（1998年，國語）
歌手：四大天王 (團體)；作詞：柯呈雄；收錄於其專輯「甜蜜蜜」裡